# 国立病院機構米子医療センター
独立行政法人国立病院機構米子医療センター（どくりつぎょうせいほうじんこくりつびょういんきこうよなごいりょうセンター）は、鳥取県米子市にある医療機関。
独立行政法人国立病院機構が運営する病院である。旧国立米子病院。政策医療分野におけるがん、腎疾患の専門医療施設であるほか、肝疾患、呼吸器疾患、長寿医療のネットワークにも参加する。2024年6月時点、鳥取県選挙管理委員会より、不在者投票のできる施設の一つとして指定されている。米子医療センター附属看護学校を併設する。

## 診療科
- 内科
- 血液腫瘍内科
- 糖尿病・代謝内科
- 腎臓内科
- 肝臓内科
- 感染症内科
- 呼吸器内科
- 消化器内科
- 循環器内科
- 神経内科
- 小児科
- 外科
- 胸部・血管外科
- 整形外科
- 泌尿器科
- 婦人科
- 眼科
- 耳鼻咽喉科
- 放射線科
- リハビリテーション科
- 歯科・口腔外科
- 麻酔科
- 緩和ケア内科

## 歴史
- 1937年（昭和12年）- 皆生温泉の地に第10師団臨時皆生陸軍転地療養所が開設。
- 1945年（昭和20年）- 終戦により閉鎖、厚生省に移管。
- 1946年（昭和21年）- 国立鳥取病院皆生分院として再び開設。
- 1950年（昭和25年）- 国立米子療養所として独立。
- 1966年（昭和41年）- 国立米子病院と改称。
- 1972年（昭和47年）- 現在地に移転。
- 2004年（平成16年）- 独立行政法人国立病院機構 米子医療センターに名称を変更。

## 交通アクセス
- 東山公園駅より徒歩で約25分。
- 米子駅よりタクシーで約8分。
- 米子駅より、日交バス「淀江・今津行」「大山口駅行」「下市入口行」「本宮行」「大山寺行」に乗車、14分で「医療センター入口」下車、徒歩約5分。
- 米子駅より、日交バス・日ノ丸バス「まいにちループ」、日交バス「福万・日下行」「遠藤行」に乗車、16〜18分で「米子医療センター」下車。
- 伯耆大山駅より、日交バス・日ノ丸バス「米子駅行」に乗車、8分で「米子医療センター」下車。

## バス停留所
病院正面玄関前に日本交通・日ノ丸バスのバス停留所がある。
- 東福原経由米子駅方面
- 観音寺新町経由米子駅方面
- 伯耆大山駅・福万・日下方面
- 水浜・遠藤方面